# لوتار دیبس
لوتهار دبز (آلمانی: Lothar Debes; ۲۱ ژوئن ۱۸۹۰ – ۱۴ ژوئیهٔ ۱۹۶۰) از فرماندهان وافن اس‌اس در جنگ جهانی دوم بود.وی از فرماندهان لشکر ششم کوهستانی اس‌اس نورد و لشکر دهم زرهی اس‌اس فروندسبرگ بود.